# Monowai (rivière)
Pour les articles homonymes, voir Monowai.
La rivière Monowai  (en anglais : Monowai River) est un cours d’eau de la région du Southland dans l’Île du Sud de la Nouvelle-Zélande.

## Géographie
Elle draine le lac Monowai dans le fleuve Waiau et alimente la centrale électrique de Monowai Power Station.